# Ель-Ескоріаль
Ель-Ескоріаль (ісп. El Escorial) — муніципалітет в Іспанії, у складі автономної спільноти Мадрид. Населення — 15 108 осіб (2010).

## Географія
Муніципалітет розташований на відстані близько 40 км на північний захід від Мадрида.
На території муніципалітету розташовані такі населені пункти: (дані про населення за 2010 рік)
- Ель-Алькор: 307 осіб
- Ель-Кампільйо: 0 осіб
- Ель-Ескоріаль: 9423 особи
- Ла-Гранхілья: 28 осіб
- Навалькехіго: 4761 особа
- Пералехо: 199 осіб
- Піносоль: 390 осіб
- Лас-Радас: 0 осіб

## Демографія
Динаміка населення (INE ):

## Галерея зображень

Розташування муніципалітету у автономній спільноті Мадрид
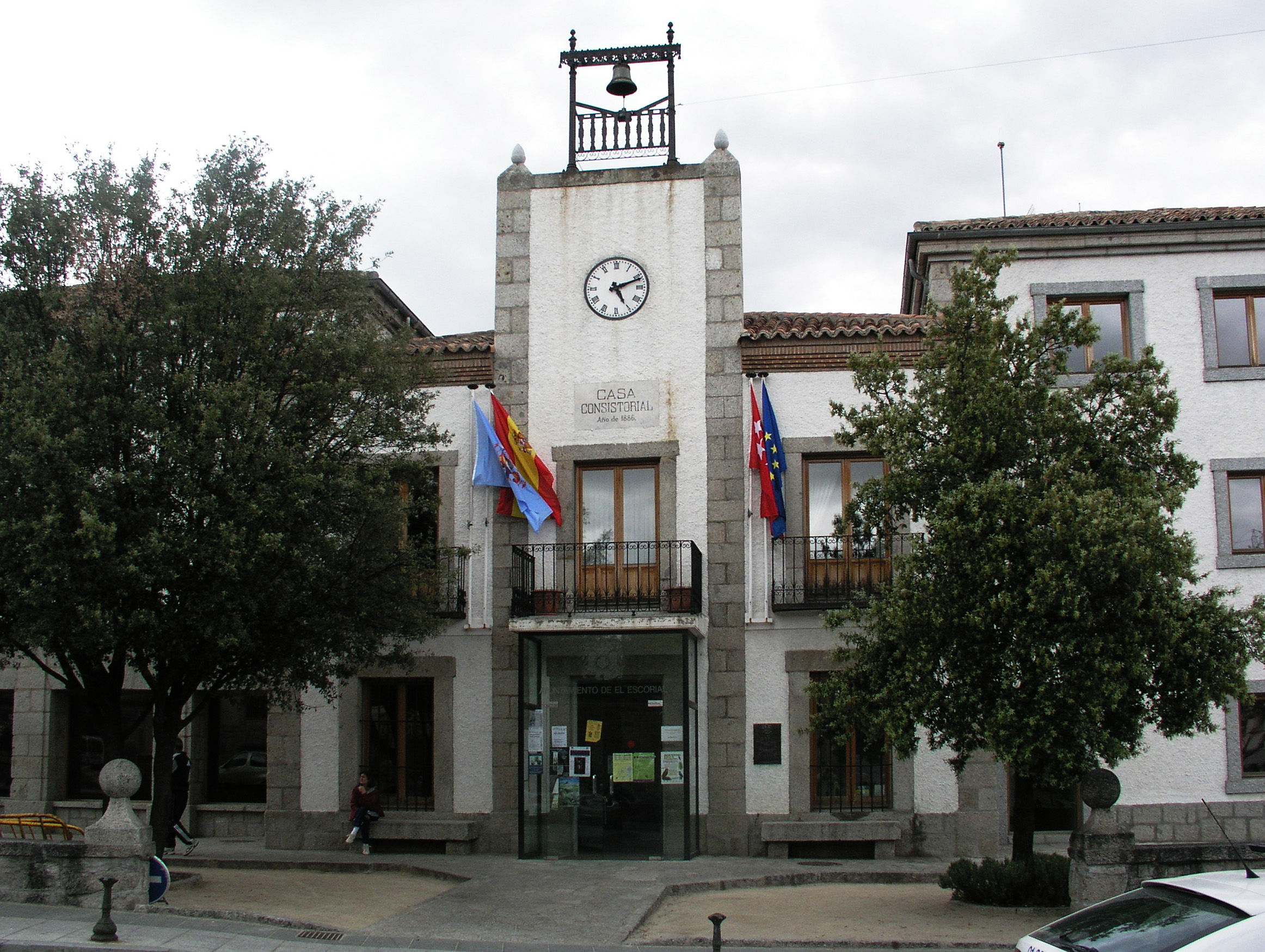
Ратуша, на Пласа-де-Еспанья
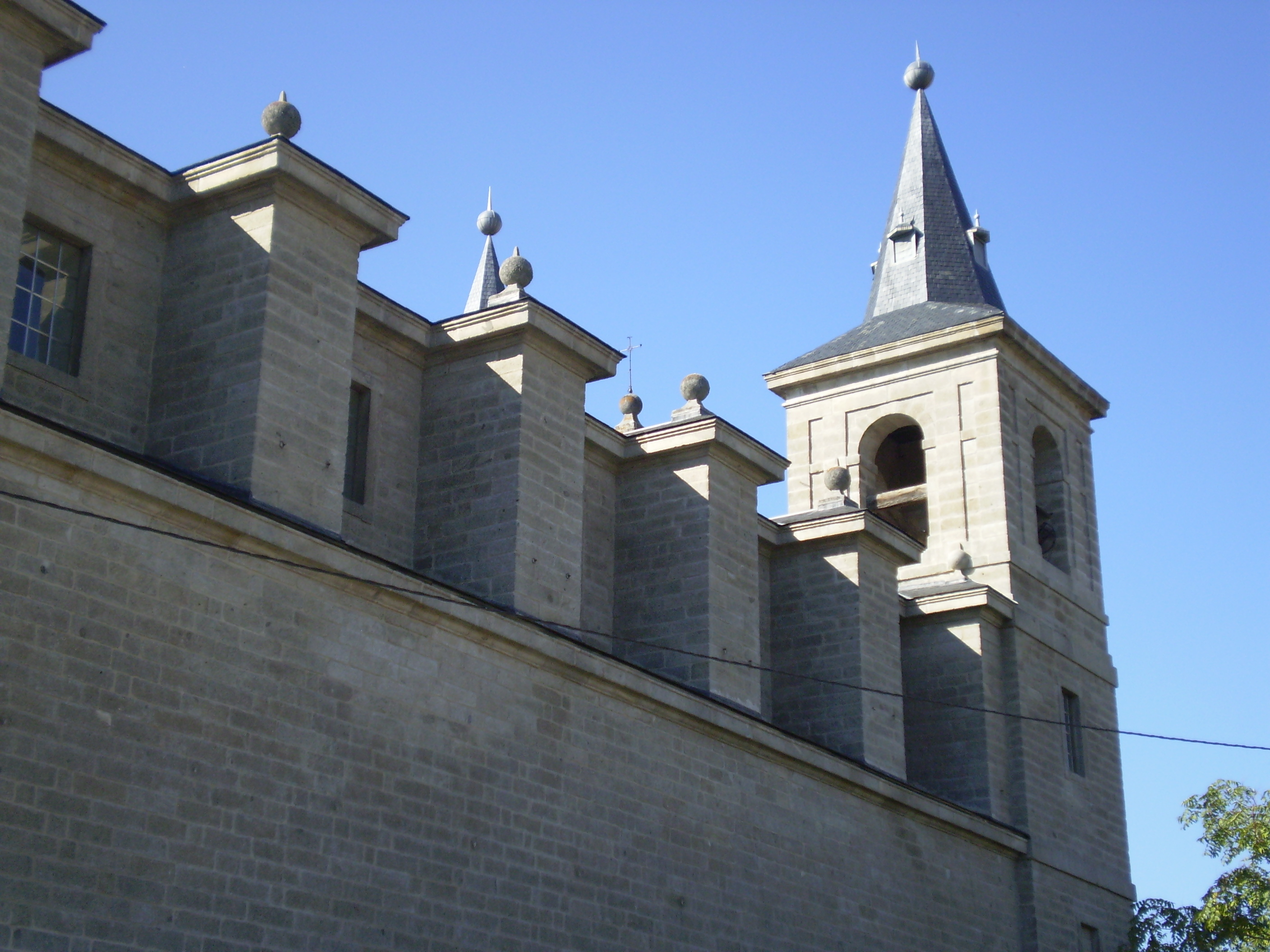
Церква Сан-Бернабе
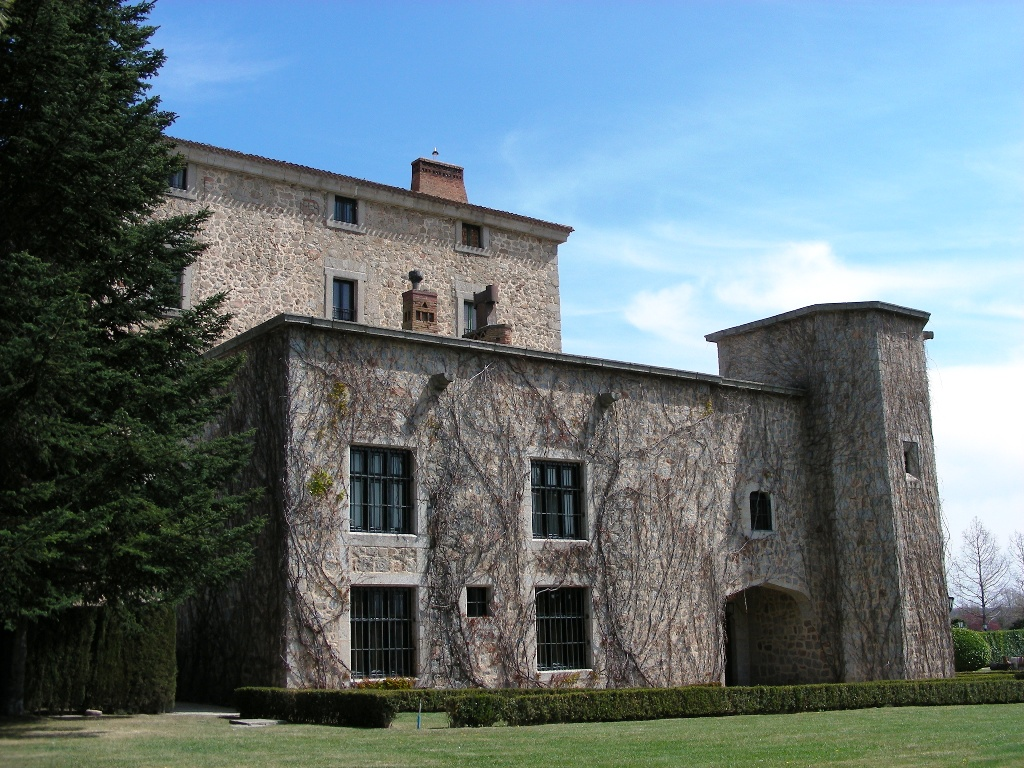
Ель-Кампільйо